# Синту
Синту (рум. Sântu) — село у повіті Муреш в Румунії. Входить до складу комуни Лунка.
Село розташоване на відстані 287 км на північний захід від Бухареста, 28 км на північ від Тиргу-Муреша, 76 км на схід від Клуж-Напоки, 149 км на північний захід від Брашова.

## Населення
За даними перепису населення 2002 року у селі проживали 409 осіб. Рідною мовою 405 осіб (99,0%) назвали румунську.
Національний склад населення села:
| Національність | Кількість осіб | Відсоток |
| -------------- | -------------- | -------- |
| румуни         | 400            | 97,8%    |
| угорці         | 5              | 1,2%     |